# Can Serra (Caves Castellroig)
Can Serra és una masia del terme de Subirats (Alt Penedès) situada al Km 1 de la carretera C-243, de Sant Sadurní d'Anoia a Vilafranca del Penedès. És la seu de les caves Castellroig.
És una masia de nova construcció, edificada sobre les restes d'una més antiga, del segle XIX. L'edifici principal és de planta basilical, amb un cos central, amb teulada a doble vessant, que sobresurt de dos cossos laterals amb teulada a un sol vessant; reprodueix l'esquema de la masia catalana tradicional de planta basilical. L'únic element conservat de la masia antiga és part d'un mur, que ara forma part de la capella moderna. Aquest mur està fet a partir de blocs de pedra irregulars, lligats amb morter de calç i sorra, amb presència d'alguns fragments de maó escampats arreu del parament. El celler, ara restaurat i convertit en museu vitivinícola, és igualment originari de l'antiga masia, amb la porta que s'utilitzava per a entrar el raïm amb les portadores. També hi ha una premsa de cargol, els cups i les trepitjadores.
L'antiga masia havia rebut al llarg del temps diversos noms: Cal Ramon Pelut, Cal Porcater, Cal Pere de la Mina, Cal Casanovas o La Casa Vella. El nom de Can Serra és el nom que ha adoptat la família Sabaté i Coca per anomenar la finca on s'ubiquen les seves caves.

## Caves Castellroig
La família Sabaté i Coca, propietària de la marca Castellroig, ha conreat la vinya des de fa almenys quatre generacions, i venien raïm als productors de cava i vi de la zona. El pare de la generació actual va començar a reorientar l'empresa familiar cap a l'elaboració de cava i vi. Disposen de 40 hectàrees plantades, repartides entre aquesta finca, situada al terme de Subirats, i altres de Sant Pere de Riudebitlles i Torrelavit, on conreen els ceps de les varietats blanques xarel·lo (principalment), macabeu, parellada i chardonnay, i les negres ull de llebre, merlot, cabernet sauvignon i trepat. Actualment, la producció de l'empresa arriba a les 120.000 ampolles anuals (el 65%, de cava).